# Pont de la Concorde
Pont de la Concorde (česky most Svornosti) je silniční most přes řeku Seinu v Paříži. Spojuje 8. obvod na pravém břehu a 7. obvod na levém. Most byl postaven v letech 1787–1791 a rozšířen 1930–1932. Svůj současný název nese od roku 1830. V roce 1975 byl prohlášen historickou památkou.

## Historie
Stavbou mostu byl pověřen architekt Jean-Rodolphe Perronet (1708–1794) v roce 1787. Tento most byl plánován již v roce 1725 při tvorbě náměstí Svornosti (tehdy náměstí Ludvíka XV.), aby nahradil tamní dosavadní přívoz. Po pádu Bastily 14. července 1789 a jejím zboření byl získaný stavební materiál použit na dostavbu mostu. Stavba byla dokončena v roce 1791. V 19. století byl most vyzdoben sochami. V roce 1810 sem nechal Napoleon umístit sochy osmi generálů padlých v boji. Tyto sochy byly nahrazeny během Restaurace dvanácti sochami z bílého mramoru představující postavy z francouzské historie. Jednalo se o čtyři ministry (Jean-Baptiste Colbert, kardinál Richelieu, Suger, Maximilien de Béthune de Sully), čtyři vojáky (Pierre Terrail de Bayard, Ludvík I. Bourbon-Condé, Bertrand du Guesclin, Henri de la Tour d'Auvergne de Turenne) a čtyři námořníky (René Duguay-Trouin, Abraham Duquesne, Pierre André de Suffren, Anne Hilarion de Costentin de Tourville). Avšak sochy byly pro most příliš těžké, proto je nechal král Ludvík Filip přemístit do Versailles.
Ve 20. století zhoustla městská doprava natolik, že bylo nutné most zvětšit. V letech 1930–1932 byl most rozšířen na obou stranách, takže se jeho šířka zdvojnásobila. Při těchto úpravách byl zachován klasicistní vzhled mostu. Od roku 1975 je most historickou památkou. V roce 1983 byl restaurován. Ze všech pařížských mostů má nejintenzivnější dopravu (s výjimkou mostů pont aval a pont amont, přes které vede městský okruh).
Most byl nejprve pojmenován po Ludvíku XV. (pont Louis XVI), později se jmenoval most Revoluce (pont de la Révolution), od roku 1814 most Ludvíka XVI. (pont Louis XVI) a současný název nese od roku 1830.

## Architektura
Most je původně kamenný, dodatečně rozšířený o železobetonovou přístavbu. Má pět oblouků, je 153 metrů dlouhý a 34 m široký.

## Umístění
| \| \| Umístění mostu \|       | \| \| Umístění mostu \| | \| \| Umístění mostu \|                       |
| Most dole: Pont Alexandre III | Umístění mostu          | Most nahoře: Passerelle Léopold-Sédar-Senghor |
| ----------------------------- | ----------------------- | --------------------------------------------- |
|                               | Umístění mostu          |                                               |